# سيرجيو ريكاردو دوس سانتوس فييرا
سيرجيو ريكاردو دوس سانتوس فييرا (بالبرتغالية: Sérgio Ricardo dos Santos Vieira‏) (هانغل: 세르지우 히카르두 두스 산투스 비에이라) هو لاعب كرة قدم كوري جنوبي وبرازيلي في مركز الهجوم، ولد في 28 مايو 1975 في البرازيل. لعب مع نادي سول.

## وصلات خارجية
- سيرجيو ريكاردو دوس سانتوس فييرا على موقع دوري كوريا الجنوبية (الإنجليزية)